# Đương quy Triều Tiên
Angelica gigas là một loài thực vật có hoa trong họ Hoa tán, loài này được Takenoshin Nakai mô tả khoa học lần đầu tiên vào năm 1917.

## Hình ảnh

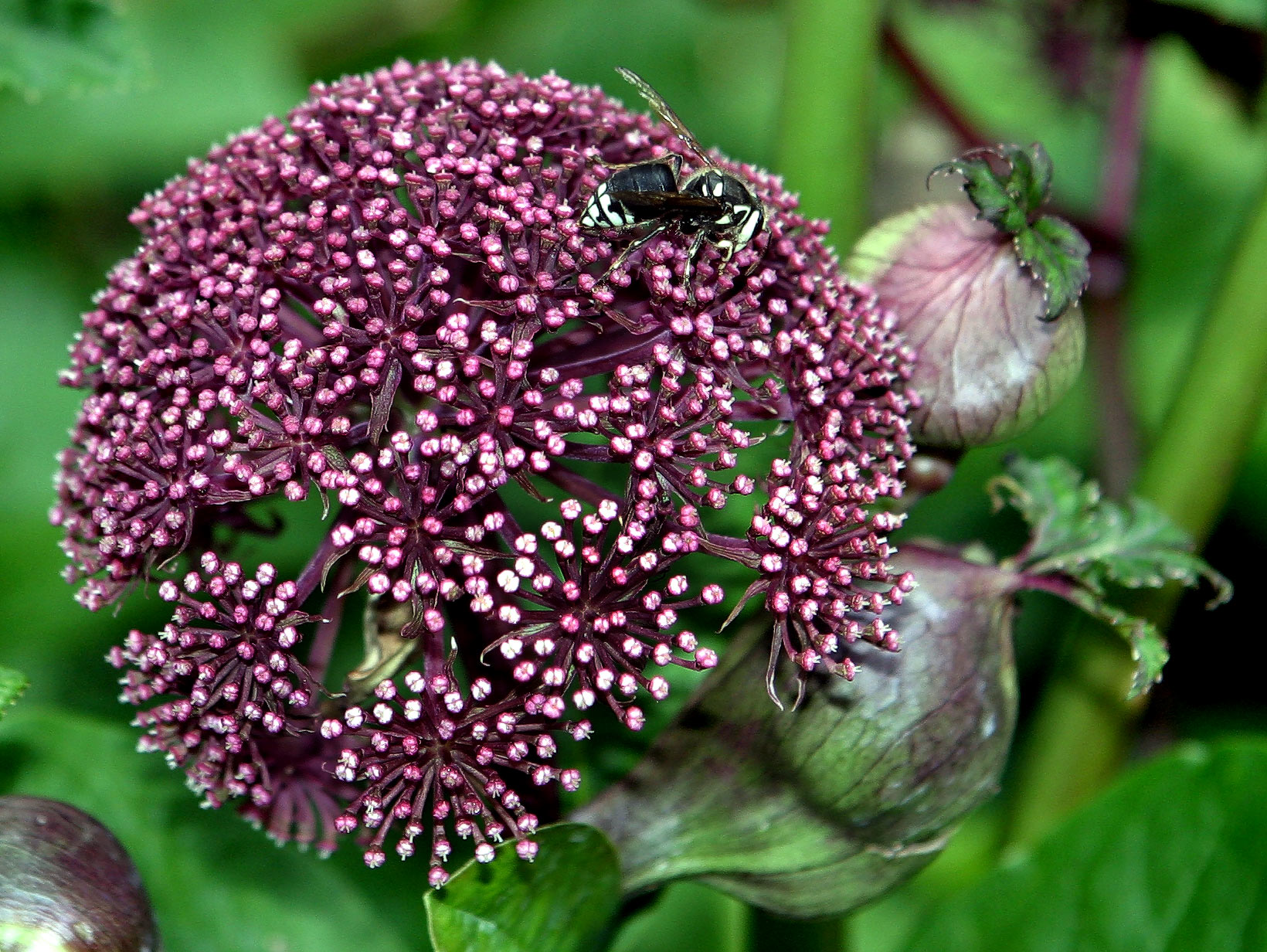
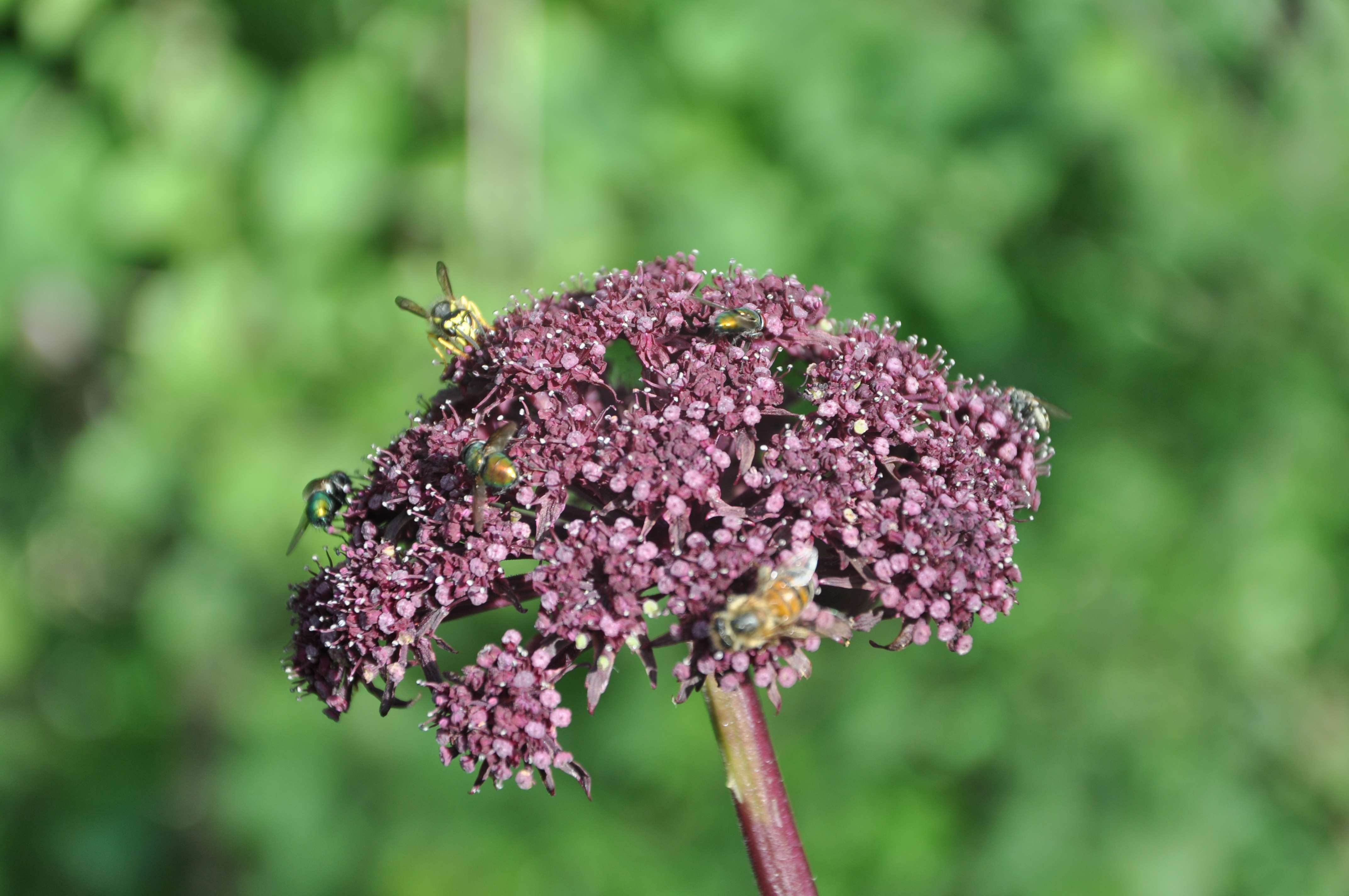
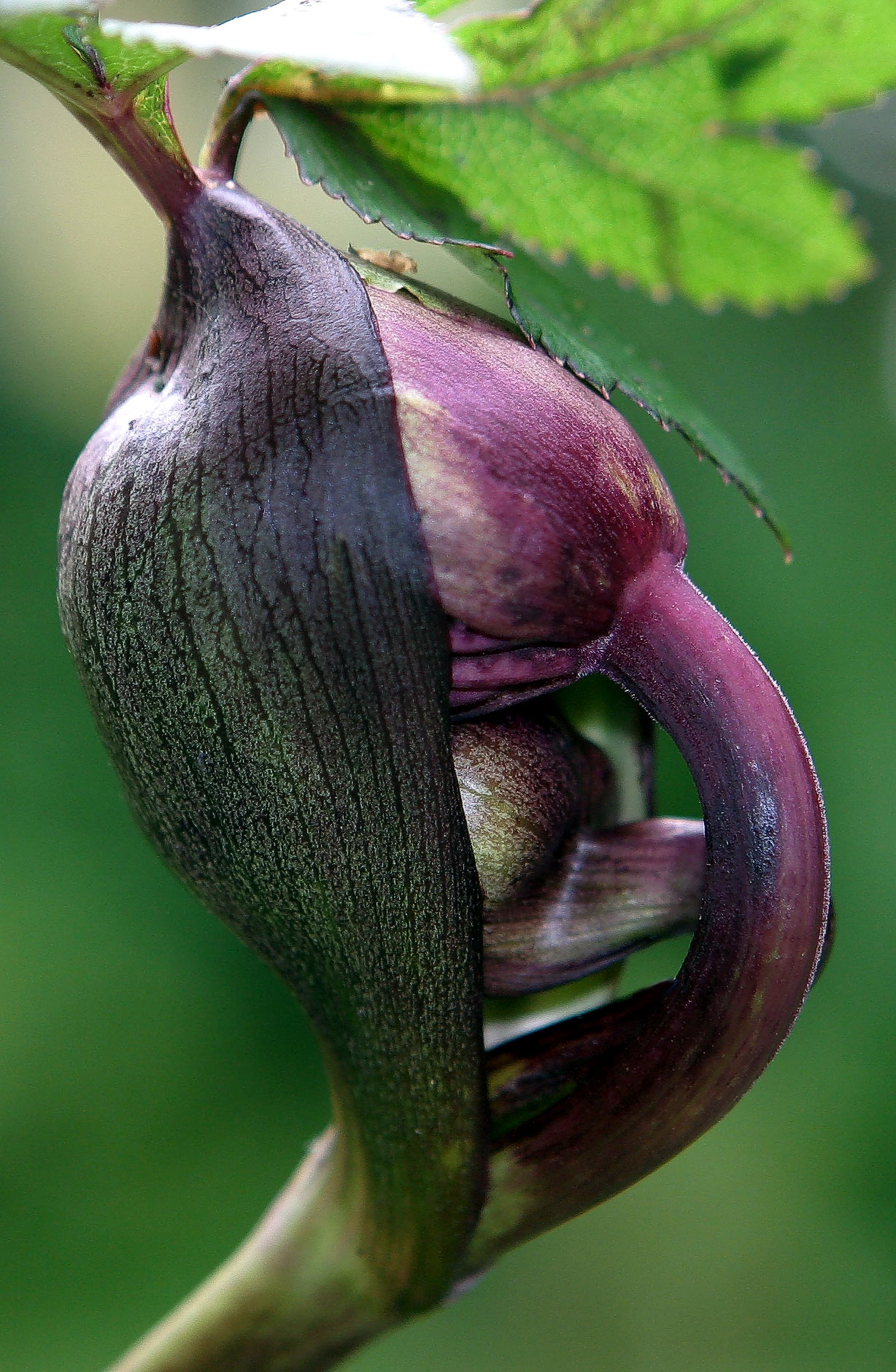
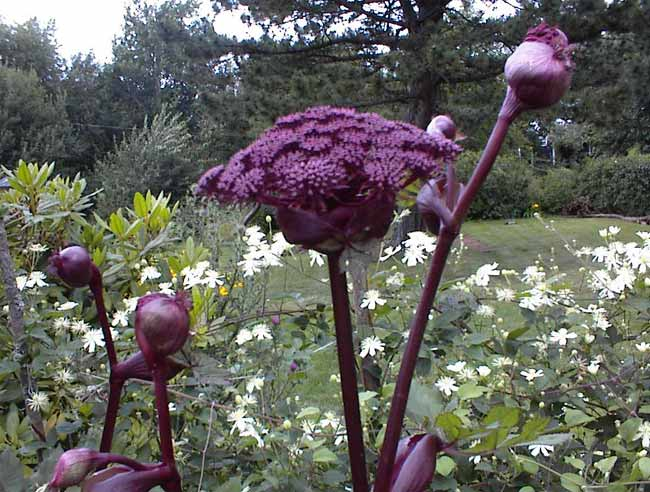